# Oakland Raiders 2000
La stagione 2000 degli Oakland Raiders è stata la 31ª della franchigia nella National Football League, la 41ª complessiva. La squadra terminò con un bilancio di 12–4, vincendo la AFC West per la prima volta dal 1990 e tornando ai playoff per la prima volta dal 1993 quando era ancora a Los Angeles.
Col secondo record della AFC, i Raiders poterono saltare il primo turno di playoff. Nel secondo tennero a zero punti i Miami Dolphins, vincendo per 27-0. La settimana seguente, nella finale di conference contro i Baltimore Ravens, il quarterback titolare Rich Gannon si infortunò a una spalla nel secondo quarto per un colpo di Tony Siragusa. Tale perdita fu decisiva per i Raiders, che furono sconfitti per 16–3. Siragusa in seguito fu multato di 10.000 dollari per quel colpo. I Ravens sarebbero andati invece a vincere il loro primo Super Bowl.

## Scelte nel Draft 2000
| Scelte dei Raiders nel Draft 2000 |        |                      |       |               |
| Giro                              | Scelta | Giocatore            | Ruolo | College       |
| 1                                 | 17     | Sebastian Janikowski | K     | Florida State |
| 2                                 | 47     | Jerry Porter         | WR    | West Virginia |
| 4                                 | 107    | Junior Ioane         | DT    | Arizona State |
| 5                                 | 142    | Shane Lechler        | P     | Texas A&M     |
| 7                                 | 227    | Mondriel Fulcher     | TE    | Miami (FL)    |
| 7                                 | 231    | Clifton Black        | DB    | Florida State |

## Roster
| Roster degli Oakland Raiders nel 2000 |
| --- |
| Quarterback - 12 Rich Gannon - 14 Bobby Hoying Running Back - 32 Zack Crockett RB/FB - 28 Randy Jordan - 26 Napoleon Kaufman - 42 Terry Kirby - 40 Jon Ritchie FB - 47 Tyrone Wheatley Wide Receiver - 81 Tim Brown - 88 David Dunn - 82 James Jett - 84 Jerry Porter - 80 Andre Rison Tight End - 87 Jeremy Brigham - 83 Rickey Dudley - 89 Mondriel Fulcher Offensive Linemen - 73 Darryl Ashmore G - 79 Mo Collins G - 72 Lincoln Kennedy T - 63 Barret Robbins C - 65 Barry Sims T - 74 Matt Stinchcomb T - 62 Adam Treu C - 76 Steve Wisniewski G Defensive Linemen - 94 Tony Bryant DE - 57 Roderick Coleman DT - 90 Grady Jackson DT - 51 Lance Johnstone DE - 95 Austin Robbins DT - 96 Darrell Russell DT - 99 Josh Taves DE - 91 Regan Upshaw DE Linebacker - 58 Elijah Alexander - 50 Eric Barton - 54 Greg Biekert - 55 Bobby Brooks - 53 Travian Smith - 59 William Thomas Defensive Back - 21 Eric Allen CB - 27 Calvin Branch CB - 33 Anthony Dorsett S - 23 Darrien Gordon CB - 37 Johnnie Harris CB - 20 Tory James CB - 39 Brandon Jennings CB - 41 Eric Johnson S - 49 Marquez Pope S - 24 Charles Woodson CB Special Team - 11 Sebastian Janikowski K - 9 Shane Lechler P Lista delle riserve - vuota Squadra di allenamento - 92 Junior Ioane DE |
| Legenda - I rookie sono in corsivo. - Il primo ruolo è il principale mentre gli eventuali successivi indicano i ruoli secondari. - (IR) sta per Injured Reserve ed indica la lista ristretta per un solo giocatore infortunato che può tornare ad allenarsi dopo la settimana 6 e a rientrare in prima squadra dopo che questa ha giocato 8 partite. - (NF-Inj.) / (NF-Ill.) stanno rispettivamente per Non-Football Injured e Non-Football Illness ed indicano le liste dove viene inserito un giocatore che ha un infortunio o una malattia non dipendente dal football americano. - (PUP) sta per Physically Unable to Perform ed indica la lista dove viene inserito un giocatore mentre è in attesa di recuperare la condizione fisica. Nella stagione regolare dopo la sesta partita giocata dalla propria squadra, il giocatore ha tempo tre settimane per riprendere ad allenarsi, più tre settimane aggiuntive dal suo rientro agli allenamenti per rientrare in prima squadra. |

## Calendario
| Stagione regolare |                        |                    |
| Turno             | Avversario             | Risultato          |
| 1                 | San Diego Chargers     | V 9–6              |
| 2                 | at Indianapolis Colts  | V 38–31            |
| 3                 | Denver Broncos         | S 33–24            |
| 4                 | Cleveland Browns       | V 36–10            |
| 5                 | Settimana di pausa     | Settimana di pausa |
| 6                 | at San Francisco 49ers | V 34–28 (DTS)      |
| 7                 | at Kansas City Chiefs  | V 20–17            |
| 8                 | Seattle Seahawks       | V 31–3             |
| 9                 | at San Diego Chargers  | V 15–13            |
| 10                | Kansas City Chiefs     | V 49–31            |
| 11                | at Denver Broncos      | S 27–24            |
| 12                | at New Orleans Saints  | V 31–22            |
| 13                | Atlanta Falcons        | V 41–14            |
| 14                | at Pittsburgh Steelers | L 21–20            |
| 15                | New York Jets          | V 31–7             |
| 16                | at Seattle Seahawks    | S 27–24            |
| 17                | Carolina Panthers      | V 52–9             |

## Classifiche
| AFC West Division   |    |    |   |      |     |     |     |
|                     | V  | S  | P | %    | PF  | PS  | STR |
| (2) Oakland Raiders | 12 | 4  | 0 | .750 | 479 | 299 | V1  |
| (5) Denver Broncos  | 11 | 5  | 0 | .688 | 485 | 369 | V1  |
| Kansas City Chiefs  | 7  | 9  | 0 | .438 | 355 | 354 | S1  |
| Seattle Seahawks    | 6  | 10 | 0 | .375 | 320 | 405 | S1  |
| San Diego Chargers  | 1  | 15 | 0 | .063 | 269 | 440 | S4  |